# Óblast de Kírov
Kírov (en ruso: Ки́ровская о́бласть, tr.: Kírovskaya óblast) es una de las cuarenta y siete óblast que, junto con las veintiuna repúblicas, nueve krais, cuatro distritos autónomos y dos ciudades federales, conforman los ochenta y tres sujetos federales de Rusia. Su capital es la homónima Kírov. Está ubicada en el distrito Volga limitando al norte con Arcángel, al noreste con Komi, al este con Perm y Udmurtia, al sur con Tartaristán y Mari-El, al este con Nizhni Nóvgorod y al noroeste con Kostromá y Vólogda.

## Geografía

### Zona horaria
La óblast de Kírov está en la zona horaria de Moscú (MSK/MSD). La diferencia con respecto a la hora de Greenwich es de +0300 (MSK) / +0400 (MSD).

## División administrativa

### Distritos
La óblast de Kírov consta de los siguientes distritos o raions:
- Afanásievski (Афанасьевский)
- Arbazhski (Арбажский).
- Belo-Jolunitski (Бело-Холуницкий)
- Bogodorski (Богородский)
- Darovskói (Даровской)
- Falenski (Фаленский)
- Kiknurski (Кикнурский)
- Kilmezski (Кильмезский)
- Kírovo-Chepetski (Кирово-Чепецкий)
- Kotélnichski (Котельничский)
- Kumenski (Куменский)
- Lebiázhski (Лебяжский)
- Luzski (Лузский)
- Malmizhski (Малмыжский)
- Murashinski (Мурашинский)
- Nagorski (Нагорский)
- Nemski (Немский)
- Nolinski (Нолинский)
- Omutninski (Омутнинский)
- Opárinski (Опаринский)
- Orichevski (Оричевский)
- Orlovski (Орловский)
- Pizhanski (Пижанский)
- Podosínovski (Подосиновский)
- Sanchurski (Санчурский)
- Shabálinski (Шабалинский)
- Slobodskói (Слободской)
- Sovetski (Советский)
- Sunski (Сунский)
- Svechinsi (Свечинский)
- Tuzhinski (Тужинский)
- Uninski (Унинский)
- Urzhumski (Уржумский)
- Verjnekamski (Унинский)
- Verjoshizhemski (Верхошижемский)
- Viatsko-Poliánski (Вятско-Полянский)
- Yaranski (Яранский)
- Yuryanski (Юрьянский)
- Zúyevski (Зуевский)